# Adiantum stenochlamys
Adiantum stenochlamys är en kantbräkenväxtart som beskrevs av Bak. Adiantum stenochlamys ingår i släktet Adiantum och familjen Pteridaceae. Inga underarter finns listade.